# Antonio Gómez Pérez (político)
Antonio Gómez Pérez (Abarán, Murcia, 18 de diciembre de 1958) es un político español. Fue miembro del Gobierno balear en la VIII legislatura, de 2011 a 2015, y diputado en el Parlamento de las Islas Baleares en la IX legislatura, de 2015 a 2019.  
Es funcionario del Estado transferido a la comunidad autónoma de las Islas Baleares y, desde el año 2003, agente de Medio Ambiente de la comunidad, ahora en excedencia. 
Ha coordinado las siguientes campañas electorales del Partido Popular en las Islas Baleares: elecciones al Parlamento Europeo de 2009, Elecciones autonómicas  y  municipales de 2011 y de 2015.
Fue alcalde de Escorca desde 1991 hasta 2011. 
Director general de Caza, Protección de Especies y Educación Ambiental desde el 2003 al 2007. consejero de Presidencia desde el año 2011 al 2013 y vicepresidente del Gobierno y consejero de Presidencia del 2013 hasta el 2015 del Gobierno de las Islas Baleares presidido por José Ramón Bauzá. 
Graduado en Derecho, capataz forestal y técnico en Delineación, tiene estudios en la gestión y organización de los recursos naturales y paisajísticos.